# Granowka (Kraj Ałtajski)
Granowka (ros. Грановка) – wieś w Rosji, w Kraju Ałtajskim, w rejonie romanowskim. W 2010 liczyła 456 mieszkańców.